# Йохан I фон Зайн
Йохан I фон Зайн (на немски: Johann I von Sayn; † 23 ноември 1324) е граф на Зайн-Зайн (1284 – 1324).
Той е син на граф Готфрид I фон Спонхайм-Зайн (* 1266; † ок. 1282/1284), основател на новата линия Фон Зайн, и съпругата му Юта фон Изенбург († 1314), дъщеря на Хайнрих II фон Изенбург и Мехтилд фон Хохщаден. Внук е на Йохан I фон Спонхайм-Щаркенбург († 1266), наследник на Графство Зайн (1263 – 1266).
Той наследява графството Зайн и основава линията на графовете на Зайн-Зайн. Брат му Енгелберт I фон Зайн († 1336) става граф на Зайн-Хомбург.

## Фамилия
Йохан I фон Зайн се жени през 1287 г. за Елизабет фон Хесен (* ок. 1270; † 19 февруари 1293), дъщеря на ландграф Хайнрих I фон Хесен и първата му съпруга принцеса Аделхайд фон Брауншвайг-Люнебург. Те имат децата:
- Лиза (* ок. 1310; † сл. 1328), омъжена за Хартрад V фон Меренберг († сл. 1328)
- Готфрид III († 1327), женен за графиня Матилда фон Марк († 1327), дъщеря на граф Енгелберт II фон Марк († 1328)
- Хайнрих († сл. 1328), свещеник във Фалендар
- Гоцберт († сл. 1327), граф
- Аделхайд (* ок. 1303; † сл. 1347), омъжена пр. 16 ноември 1303 г. за граф Бертхолд III фон Катценелнбоген († 1321), син на граф Еберхард I фон Катценелнбоген

Йохан I се жени втори път 1297 г. за Кунигунда фон Нойербург († ок. 1347), дъщеря на Робин господар на Коберн († 1302) и на Елизабет фон Епенщайн (* ок. 1270; † сл. 1320). Те имат децата:
- Робин († сл. 1373), свещеник във Вецлар
- Йохан II († сл. 25 декември 1360), женен на 29 септември 1330 г. за графиня Елизабет фон Юлих († сл. 1389)
- Катарина († сл. 1344), омъжена за Симон II фон Изенбург-Кемпених († 1337/1339)
- Юта († сл. 1380), омъжена 1335 г. за граф Еберхард II фон Лимбург († ок. 1345)